# IC 2792
IC 2792 ist eine Spiralgalaxie vom Hubble-Typ S im Sternbild Löwe auf der Ekliptik. Sie ist schätzungsweise 922 Millionen Lichtjahre von der Milchstraße entfernt und hat einen Durchmesser von etwa 110.000 Lichtjahren.

Im selben Himmelsareal befinden sich u. a. die Galaxien NGC 3666, IC 2797, IC 2807, IC 2812.
Das Objekt wurde am 27. März 1906 vom deutschen Astronomen Max Wolf entdeckt.